# Liste des maires d'Aimargues
Ce tableau reprend l'ensemble des maires d'Aimargues, ou des personnes qui ont exercé à titre provisoire la fonction de maire, depuis janvier 1790.

## Liste
| Identité                                            | Période          | Période                    | Durée             | Étiquette | Fonction                                    |
| Identité                                            | Début            | Fin                        | Durée             | Étiquette | Fonction                                    |
| --------------------------------------------------- | ---------------- | -------------------------- | ----------------- | --------- | ------------------------------------------- |
| Jean-Baptiste Lancry de La Loyelle (d) (né en 1765) | 31 janvier 1790  | novembre 1790 (démission)  | 10 mois           |           |                                             |
| Charles Carbonnier (d) (1760 - 1812)                | novembre 1790    | novembre 1791              | 1 an              |           |                                             |
| Marc-Antoine Boissier (d) (mort en 1826)            | novembre 1791    | décembre 1792              | 1 an et 1 mois    |           |                                             |
| Pierre Boissière (d) (né en 1729)                   | décembre 1792    | octobre 1793 (destitution) | 10 mois           |           |                                             |
| Pierre Fontanès (d) (1746 - 1826)                   | octobre 1793     | mai 1795                   | 1 an et 7 mois    |           |                                             |
| Vacant                                              | 1795             | 1800                       | 5 ans             |           |                                             |
| Antoine Prouzet (d) (1760 - 1821)                   | mai 1800         | septembre 1805 (démission) | 5 ans et 4 mois   |           |                                             |
| Pierre Paulet (d) (1773 - 1828)                     | 1805             | 1808                       | 3 ans             |           |                                             |
| Antoine Prouzet (d) (1760 - 1821)                   | 1808             | janvier 1813               | 5 ans             |           |                                             |
| Étienne de Bonafoux (d) (né en 1779)                | janvier 1813     | avril 1815                 | 2 ans et 3 mois   |           |                                             |
| Guillaume Carbonnier (d) (1766 - 1837)              | avril 1815       | juillet 1815               | 3 mois            |           |                                             |
| Étienne de Bonafoux (d) (né en 1779)                | juillet 1815     | février 1819               | 3 ans et 7 mois   |           |                                             |
| Jean-Baptiste Roussellier (d) (1792 - 1864)         | mars 1819        | janvier 1824 (démission)   | 4 ans et 10 mois  |           |                                             |
| Auguste de Galhaut (d) (1780 - 1866)                | janvier 1824     | octobre 1830 (démission)   | 6 ans et 9 mois   |           |                                             |
| Étienne de Besson (d) (1792 - 1880)                 | octobre 1830     | janvier 1831 (démission)   | 3 mois            |           |                                             |
| Jean-Pierre Prouzet (d) (né en 1788)                | janvier 1831     | décembre 1832 (démission)  | 1 an et 11 mois   |           |                                             |
| Guillaume Carbonnier (d) (1766 - 1837)              | janvier 1833     | mars 1837 (mort)           | 4 ans et 2 mois   |           |                                             |
| Pierre Gautier (d) (1792 - 1837)                    | juillet 1837     | octobre 1837 (mort)        | 3 mois            |           |                                             |
| Léonce Allut (d) (1811 - 1882)                      | juillet 1838     | février 1848 (démission)   | 9 ans et 7 mois   |           |                                             |
| Maurice de Cray (d) (1813 - 1882)                   | mars 1848        | 1852                       | 4 ans             |           |                                             |
| Jean Pellissier (d) (1822 - 1905)                   | 1852             | 1865                       | 13 ans            |           |                                             |
| Adrien de Bonafoux (d) (1803 - 1890)                | 1865             | 1871                       | 6 ans             |           |                                             |
| Maurice de Cray (d) (1813 - 1882)                   | mai 1871         | 1878                       | 7 ans             |           |                                             |
| Mathieu Laffite (d) (1823 - 1881)                   | 1878             | 1881                       | 3 ans             |           |                                             |
| Charles Farjon de Besson (d) (1819 - 1884)          | 1881             | 1884                       | 3 ans             |           |                                             |
| Emmanuel de Chapelain (d) (1836 - 1892)             | 1884             | 1887                       | 3 ans             |           |                                             |
| Pierre Lamazère (d) (1826 - 1912)                   | 1887             | 1888                       | 1 an              |           |                                             |
| Étienne Marès (d) (1856 - 1914)                     | 1888             | 1894                       | 6 ans             |           |                                             |
| Pierre Martin (d) (1852 - 1938)                     | 1894             | 1896                       | 2 ans             |           |                                             |
| Étienne Marès (d) (1856 - 1914)                     | 1896             | 1900                       | 4 ans             |           |                                             |
| Louis Martin (d) (1860 - 1933)                      | 1900             | 1905                       | 5 ans             |           |                                             |
| Léon Fontanieu (d) (1863 - 1926)                    | mars 1905        | octobre 1907               | 2 ans et 7 mois   |           |                                             |
| Louis Barbusse (d) (1837 - 1918)                    | décembre 1907    | mai 1908                   | 5 mois            |           |                                             |
| Jean Joujou (1879 - 1961)                           | 14 mai 1908      | octobre 1910 (destitution) | 2 ans et 5 mois   |           |                                             |
| Auguste Barbier (d) (1843 - 1915)                   | 1910             | 1910                       | moins d’un an     |           | Président de la délégation spéciale (d)     |
| Louis Pioch (d) (1870 - 1948)                       | 19 janvier 1911  | 1912                       | 1 an              |           |                                             |
| Louis Martin (d) (1860 - 1933)                      | 1912             | 1919                       | 7 ans             |           |                                             |
| Augustin Pourreau (d) (1882 - 1968)                 | 1919             | 1929                       | 10 ans            |           |                                             |
| Pierre Jalabert (d) (1876 - 1961)                   | 1929             | 1934                       | 5 ans             |           |                                             |
| ? Barafort (d)                                      | 1934             | 1934                       | moins d’un an     |           | Président de la délégation spéciale (d)     |
| Augustin Pourreau (d) (1882 - 1968)                 | 1934             | 1944                       | 10 ans            |           |                                             |
| Jean Jourdan (1908 - 1986)                          | août 1944        | septembre 1944             | 1 mois            |           | Président du comité local de libération (d) |
| René Bernard (1911 - 1998)                          | septembre 1944   | octobre 1944               | 1 mois            |           | Président du comité local de libération (d) |
| Arthur Chazalette (1901 - 1974)                     | octobre 1944     | mars 1945                  | 5 mois            |           | Président de la délégation spéciale (d)     |
| Paul Naudin (1914 - 2001)                           | mars 1945        | mai 1945                   | 2 mois            |           | Président de la délégation spéciale (d)     |
| Joseph Chatellier (1901 - 1985)                     | mai 1945         | mars 1963                  | 17 ans et 10 mois |           |                                             |
| Louis Tirail (1891 - 1970)                          | novembre 1963    | décembre 1963              | 1 mois            |           | Président de la délégation spéciale (d)     |
| Albert Fontanieu (1892 - 1979)                      | 13 décembre 1963 | mars 1977                  | 13 ans et 3 mois  |           |                                             |
| René Dupont (1938 - 2001)                           | mars 1977        | mars 1989                  | 12 ans            |           |                                             |
| Jean Bruchet (né en 1948)                           | mars 1989        | mars 2008                  | 19 ans            |           |                                             |
| Jean-Paul Franc (né en 1956)                        | mars 2008        |                            |                   |           |                                             |

## Biographies

### René Bernard
Né le 15 février 1911 à Aimargues, René Louis Auguste Bernard est ouvrier agricole. Il devient président du comité local de libération en septembre 1944.
Il meurt le 12 octobre 1998 à Nîmes. Il repose au cimetière d'Aimargues.

### Arthur Chazalette
Né le 13 décembre 1901 à Nîmes, Arthur Alexandre Denis Chazalette devient président de la délégation spéciale en octobre 1944.
Il meurt à Nîmes le 15 octobre 1974.

### Paul Naudin
Né le 8 novembre 1914 à Nîmes, Paul Louis Naudin devient président du comité local de libération en mars 1945.
Il meurt le 2 avril 2001 à Bernis.

### Louis Tirail
Né le 16 août 1891 à Montjay, Louis Tirail préside la délégation spéciale en 1963, en attendant l'élection partielle.
Il meurt le 24 septembre 1970 à Nîmes.

### Albert Fontanieu
Né le 23 juin 1892 à Aimargues, Albert Jean Fontanieu est le fils de l'ancien maire Albert Fontanieu.
Membre de la Section française de l'Internationale ouvrière puis du Parti socialiste, ingénieur, il est élu maire en 1963.
Il meurt le 15 février 1979 à Nîmes.

### René Dupont
Né le 2 octobre 1938 à Aimargues, René Dupont est agent technique à l'URSSAF.
Il est d'abord joueur de football professionnel, et au Nîmes Olympique durant les années 1960, puis au Stade beaucairois, au Gallia Club Lunel, et au FC Vauvert où il devient entraîneur. Il présidera par ailleurs le Stade olympique aimarguois jusqu'en 1999.
Membre du Parti communiste français, il est élu maire en 1977.
Il est aussi conseiller général du canton de Vauvert (1982-1992), puis du canton de Rhôny-Vidourle à partir de sa création en 1992.
Il meurt le 31 mai 2001 à Nîmes, alors qu'il est toujours conseiller général. Il repose au cimetière d'Aimargues.
Depuis 2017, le stade de la commune porte son nom.

### Jean Bruchet
Fils d'Edmée et Lucien Bruchet, Jean Edmond Roger Bruchet naît le 22 septembre 1948 à Lunel. Il a un frère (Jean) et une sœur (Geneviève). Divorcé d'Odile Ducros en 1982, puis de Marie-Thérèse Grégoire en 2006, il a un fils (Vincent) et deux filles (Claire et Marine).
Inspecteur central des impôts, il s'engage au Parti socialiste.
Élu maire en 1989, il est aussi conseiller régional du Languedoc-Roussillon de 1992 à 2004. Il est notamment à l'origine de la pratique des roussataïo.
Candidat à trois reprises aux élections cantonales dans le canton de Rhôny-Vidourle (en 1994, lors de la partielle de 2001, et en 2008), il est à chaque fois battu au premier tour.

### Jean-Paul Franc
Né le 16 mars 1956 à Montpellier, il épouse en 1980 Christine Py, secrétaire générale de la mairie ; ils ont une fille, Faustine.
Ancien cariste à la Source Perrier, il y a été secrétaire de la section CGT.
Élu maire en 2008, il est aussi président de la communauté de communes de Petite Camargue de 2014 à 2020.

### Sources
- Archives municipales d'Aimargues (en particulier les registres des délibérations, en ligne).
- Jean-Louis Py, Histoire d'Aimargues.